# Ballo fuori tempo
Ballo fuori tempo è un singolo del cantante italiano Luca Leoni, pubblicato il 21 maggio 2005 ed estratto dall'album in studio Io ballo fuori tempo.

## Descrizione
Il singolo, pubblicato il 21 maggio 2005 precede l'uscita dell'album di debutto dell'artista. La canzone ha ritmi bossa nova. Secondo alcuni siti, presenta ispirazione ai cantanti Mario Venuti, Niccolò Fabi e Max Gazzè.
Ha raggiunto buon successo, è entrato in classifiche radio ed è stato apprezzato nelle Radio Monte Carlo, Deejay e Capital. È uscito anche il videoclip.

## Tracce
1. Ballo fuori tempo – 4:11